# Larvensifaka
Der  Larvensifaka  (Propithecus verreauxi) ist eine madegassische Primatenart aus der Familie der Indriartigen (Indridae) innerhalb der Lemuren (Lemuriformes).

## Merkmale

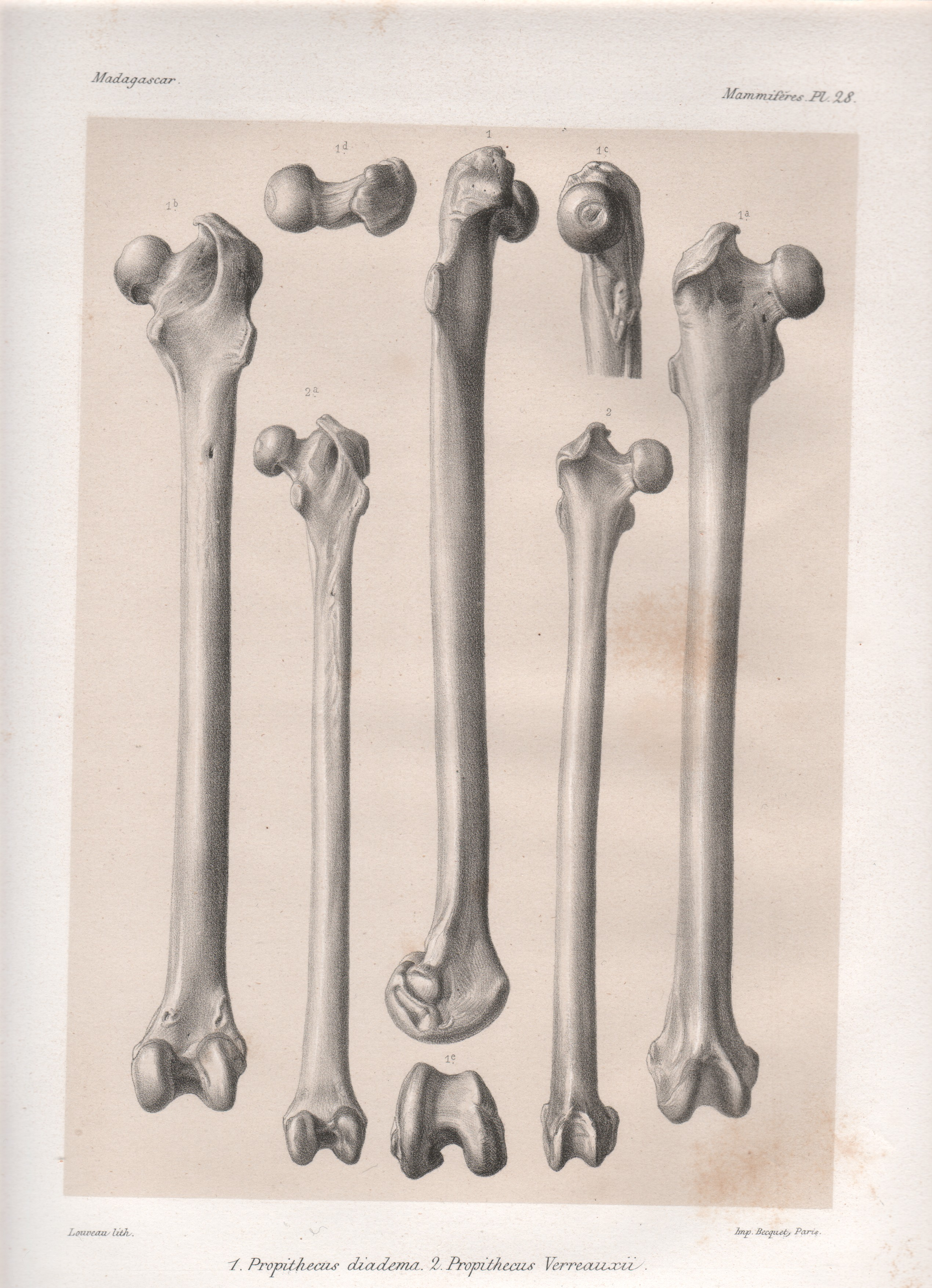
Gliedmaßen von Larvensifaka und Diademsifaka

Larvensifakas erreichen eine Kopfrumpflänge von 40 bis 48 Zentimeter, der Schwanz wird 50 bis 60 Zentimeter lang. Das Gewicht beträgt 3 bis 3,5 Kilogramm. Ihr Fell ist lang, dicht und weich. Es ist vorwiegend weiß gefärbt, die Oberseite des Kopfes ist braun, Brust und die Oberarme manchmal rötlichbraun gefärbt. Das schwarze Gesicht mit der deutlich nach vorn ragenden Schnauze ist unbehaart. Die Hinterbeine sind wie bei allen Sifakas stark verlängert.

## Verbreitung und Lebensraum

Verbreitungsgebiet des Larvensifaka

Larvensifakas leben im südwestlichen Madagaskar. Sie kommen in trockenen, laubwerfenden als auch in Dornwäldern, im äußersten Südosten auch in Regenwäldern vor.

## Lebensweise und Ernährung

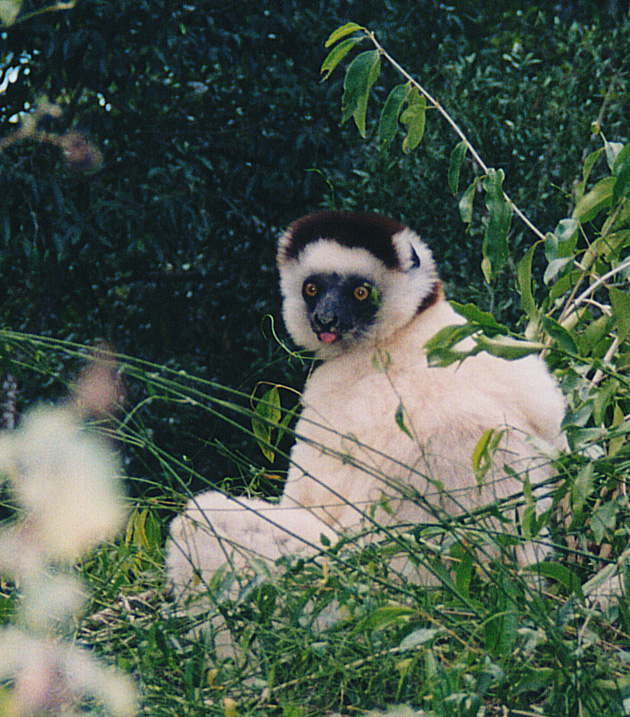
Larvensifaka

Larvensifakas sind tagaktiv und vorwiegend Baumbewohner, wenngleich sie manchmal auf den Boden kommen. In den Bäumen bewegen sie sich mit den verlängerten Hinterbeinen kletternd oder hüpfend fort. Am Boden hüpfen sie mit den Hinterbeinen und strecken die Vorderbeine zur Balance in die Höhe.
Sie leben in Gruppen aus 4 bis 8 Tieren, die kleineren Gruppen sind manchmal Familienverbände. Feste Reviere, die mit Duftdrüsen markiert werden, sind 2–25 Hektar groß und in trockenen Wäldern am größten.
Die Gruppenmitglieder kommunizieren unter anderem mit Warnschreien. Vor Bodenräubern wie der Fossa warnen sie mit nasalem Bellen, das wie si-fak klingt und dem die Gattung ihren Namen verdankt. Fliegende Greifvögel rufen ein lautes Brüllen hervor.
Larvensifakas sind Pflanzenfresser. Sie ernähren sich in der Regenzeit von Früchten, Samen und Blüten, in der Trockenzeit spielen Blätter eine stärkere Rolle. Sie kommen generell mit trockenen Bedingungen besser zurecht als andere Lemuren.

## Fortpflanzung
Die Paarung fällt in die Monate Januar bis Februar. Die Paarungszeit ist sehr kurz, die Männchen kämpfen miteinander, was mit manchmal schweren Verletzungen enden kann. Nach einer 160- bis 170-tägigen Tragezeit bringt das Weibchen zwischen Juli und August ein einzelnes Jungtier zur Welt. Jungtiere klammern sich zunächst an den Bauch der Mutter und reiten später auf ihrem Rücken. Nach rund sechs Monaten werden sie entwöhnt und sind kurz darauf selbstständig. Die Geschlechtsreife tritt mit drei bis fünf Jahren ein. Die Männchen müssen dann ihre Geburtsgruppe verlassen, die Weibchen bleiben zeitlebens darin. Die Lebenserwartung beträgt rund 25 Jahre.

## Gefährdung
Larvensifakas haben ein größeres Verbreitungsgebiet und unterschiedlichere Lebensräume als andere madagassische Lemuren. Hauptgefahr stellt die Zerstörung ihres Lebensraumes dar. Manche, aber nicht alle Bevölkerungsgruppen in ihrem Verbreitungsgebiet haben ein Nahrungstabu gegenüber diesen Tieren. Die IUCN schätzt einen Bestandsrückgang in den letzten 52 Jahren (drei Generationen) von mindestens 50 % und befürchtet, dass diese Entwicklung auch in der Zukunft anhält. Der Larvensifaka wird deshalb als stark gefährdet (endangered) gelistet.
In Europa wird die Art nicht mehr gehalten, ehemaliger Halter ist Breslau.

## Systematik
Der Larvensifaka zählt innerhalb der Sifakas zur verreauxi-Gruppe, die im Westen und Südwesten lebt und eher kleinere Tiere umfasst. Diese Gruppe umfasst außerdem den Coquerel-Sifaka, den Von-der-Decken-Sifaka, den Kronensifaka, eventuell den Goldkronensifaka. Früher wurden die drei erstgenannten Arten mit dem Larvensifaka zu einer gemeinsamen Art zusammengefasst, heute werden sie als getrennt betrachtet.

## Belege
1. ↑    ZTL 16.6.